# Akka (logiciel)
Akka est une bibliothèque logicielle qui permet de construire rapidement des applications concurrentes en Java ou Scala.